# Hemirrhagus perezmilesi
Espèce
Hemirrhagus perezmilesi est une espèce d'araignées mygalomorphes de la famille des Theraphosidae.

## Distribution
Cette espèce est endémique du Chiapas au Mexique,.

## Étymologie
Cette espèce est nommée en l'honneur de Fernando Pérez-Miles.

## Publication originale
- García-Villafuerte & Locht, 2010 : Un nueva especie de Hemirrhagus Simon, 1903 (Theraphosidae: Theraphosinae) de Chiapas, México. Revista Ibérica Aracnología, vol. 18, p. 81-86.